# لامبرت
لامبرت (بالألمانية: Lambert)‏ هو موسيقي وعازف بيانو وملحن ومنتج أسطوانات ألماني، ولد في 1982 في هامبورغ في ألمانيا.

## وصلات خارجية
- الموقع الرسمي
- لامبرت على موقع IMDb (الإنجليزية)
- لامبرت على موقع ميوزك برينز (الإنجليزية)
- لامبرت على موقع أول ميوزيك (الإنجليزية)
- لامبرت على موقع ديسكوغز (الإنجليزية)
- لامبرت على موقع قاعدة بيانات الفيلم (الإنجليزية)
- لامبرت على موقع كينوبويسك (الروسية)